# Bar Cristal
Bar Cristal es un programa de televisión de 1959 y dirigido por Ricardo Roca Rey. Fue la primera producción ficticia propia de Perú, y fue emitida los martes a las 21:00 en vivo por América Televisión (canal 4). La serie narraba las historias de un bar donde se encontraban diversos personajes populares y estereotipos de la sociedad limeña.

## Producción
El programa fue escrito por Abraham Rubel Friedland, Jorge Donayre y Benjamín Cisneros. Fue producido y auspiciado por Cerveza Cristal  de la compañía Backus. La secuencia de apertura, en formato de dibujos animados, fue creada por Rafael Seminario, mientras que la escenografía fue obra de Alberto Terry.

## Reparto
Algunos de los personajes que aparecieron fueron:
- Luis Álvarez - Don Nicolás, dueño del bar
- Jorge Montoro - Don Ramón
- Betty Missiego - Rita
- Guillermo Nieto - Agustín, el galán
- Saby Kamalich - Rosaura